# Ronssoy
Ronssoy és un municipi francès situat al departament del Somme i a la regió dels Alts de França. L'any 2007 tenia 537 habitants.

## Demografia

### Població

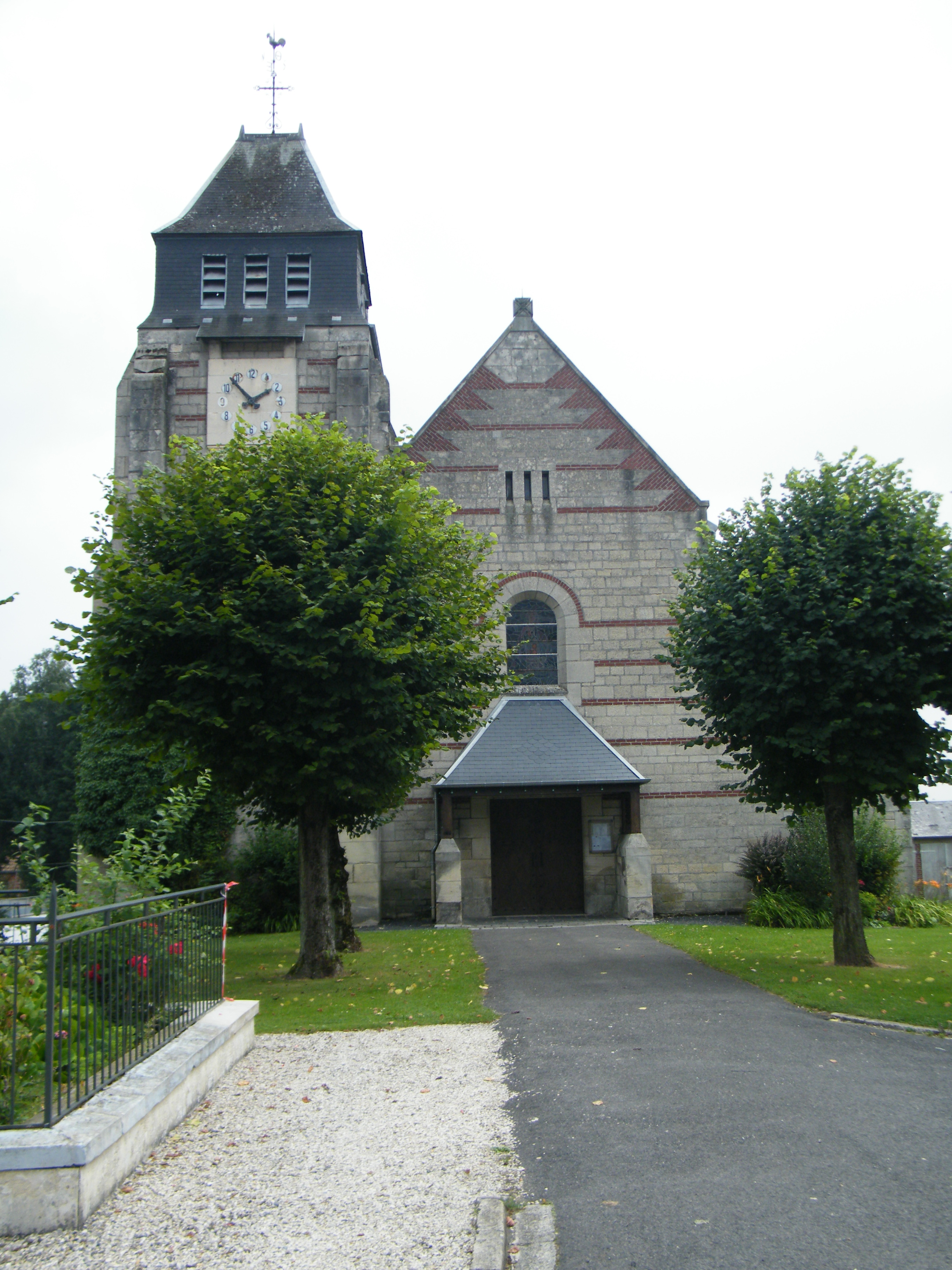

El 2007 la població de fet de Ronssoy era de 537 persones. Hi havia 214 famílies de les quals 64 eren unipersonals (32 homes vivint sols i 32 dones vivint soles), 79 parelles sense fills, 63 parelles amb fills i 8 famílies monoparentals amb fills.
La població ha evolucionat segons el següent gràfic:
Habitants censats

### Habitatges
El 2007 hi havia 273 habitatges, 230 eren l'habitatge principal de la família, 23 eren segones residències i 20 estaven desocupats. 270 eren cases i 1 era un apartament. Dels 230 habitatges principals, 197 estaven ocupats pels seus propietaris, 28 estaven llogats i ocupats pels llogaters i 5 estaven cedits a títol gratuït; 2 tenien una cambra, 1 en tenia dues, 36 en tenien tres, 64 en tenien quatre i 126 en tenien cinc o més. 142 habitatges disposaven pel capbaix d'una plaça de pàrquing. A 109 habitatges hi havia un automòbil i a 72 n'hi havia dos o més.

### Piràmide de població

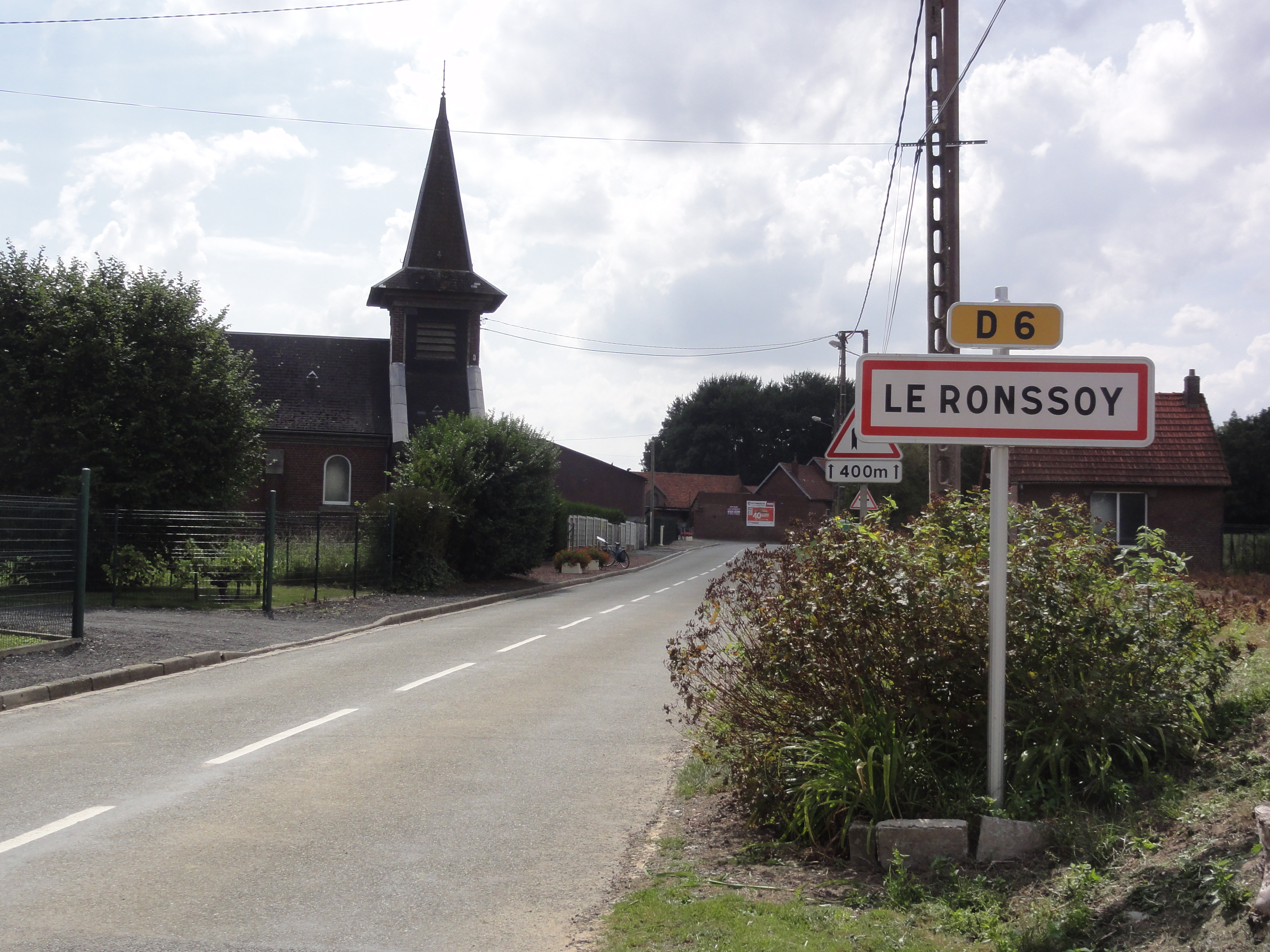

La piràmide de població per edats i sexe el 2009 era:
| Homes | Edats   | Dones |
| ----- | ------- | ----- |
| 4     | 95 o +  | 0     |
| 0     | 90 a 94 | 0     |
| 0     | 85 a 89 | 4     |
| 8     | 80 a 84 | 12    |
| 12    | 75 a 79 | 8     |
| 28    | 70 a 74 | 20    |
| 20    | 65 a 69 | 24    |
| 0     | 60 a 64 | 12    |
| 16    | 55 a 59 | 0     |
| 32    | 50 a 54 | 20    |
| 32    | 45 a 49 | 32    |
| 16    | 40 a 44 | 20    |
| 12    | 35 a 39 | 8     |
| 8     | 30 a 34 | 20    |
| 32    | 25 a 29 | 20    |
| 20    | 20 a 24 | 20    |
| 12    | 15 a 19 | 36    |
| 24    | 10 a 14 | 12    |
| 12    | 5 a 9   | 16    |
| 12    | 0 a 4   | 8     |

## Economia

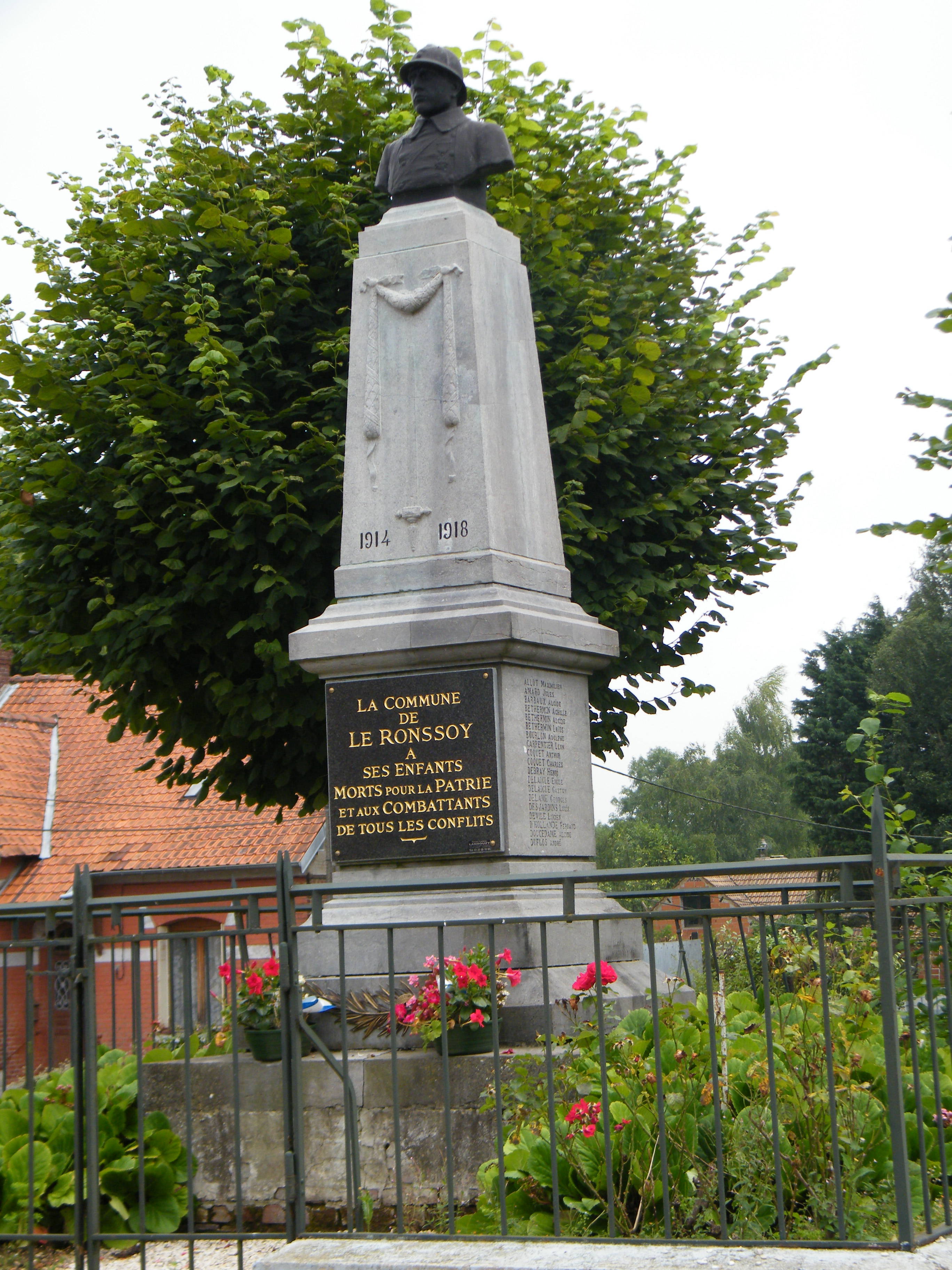

El 2007 la població en edat de treballar era de 331 persones, 229 eren actives i 102 eren inactives. De les 229 persones actives 197 estaven ocupades (106 homes i 91 dones) i 33 estaven aturades (13 homes i 20 dones). De les 102 persones inactives 47 estaven jubilades, 19 estaven estudiant i 36 estaven classificades com a «altres inactius».

### Ingressos
El 2009 a Ronssoy hi havia 241 unitats fiscals que integraven 586,5 persones, la mediana anual d'ingressos fiscals per persona era de 15.669 €.

### Activitats econòmiques
Dels 13 establiments que hi havia el 2007, 2 eren d'empreses alimentàries, 2 d'empreses de fabricació d'altres productes industrials, 1 d'una empresa de construcció, 2 d'empreses de comerç i reparació d'automòbils, 2 d'empreses de transport, 1 d'una empresa d'hostatgeria i restauració, 2 d'entitats de l'administració pública i 1 d'una empresa classificada com a «altres activitats de serveis».
L'únic servei als particulars que hi havia el 2009 era un guixaire pintor.
Dels 3 establiments comercials que hi havia el 2009, 1 era una gran superfície de material de bricolatge i 2 fleques.
L'any 2000 a Ronssoy hi havia 9 explotacions agrícoles.

## Equipaments sanitaris i escolars
L'únic equipament sanitari que hi havia el 2009 era una ambulància.
El 2009 hi havia una escola elemental.

## Poblacions més properes
El següent diagrama mostra les poblacions més properes.